# Луканюк Андрій Валерійович
Андрій Валерійович Луканюк (8 грудня 1988, Годи-Добровідка — 6 березня 2023, Бахмутський район, Донецька область, Україна) — майор Збройних Сил України, командир аеромобільного батальйону 80-ї окремої десантно-штурмової бригади, учасник російсько-української війни.

## Життєпис
Народився 8 грудня 1988 року в селі Годи-Добровідка, Коломийського району, Івано-Франківської області. Навчався у місцевій школі, яку закінчив на відмінно. Також Андрій мав хист до малювання, тому закінчив Коломийську художню школу. Після закінчення Годи-Добровідської школи поступив в коледж електронних приладів Івано-Франківського Інституту нафти і газу де навчався на інженера-комп'ютерщика і на 2 курсі поступив на факультет бухгалтер-економіст.
Після закінчення коледжу пішов на військову службу за контрактом, де відслужив 1 рік та поступив в Львівську академію сухопутних військ імені гетьмана Петра Сагайдачного на факультет аеромобільних військ. Після закінчення академії почав службу у Львівській 80 бригаді, де прослужив 1 рік. Після цього в 2013 році його перевели в м. Чернівці, де він брав активну участь у формуванні 3 БТГР 80-ї окремої десантно-штурмової бригади.
З 2014 року виконував бойові завдання на посаді командира роти. Брав участь у боях за Луганський аеропорт, Дебальцево, Красногорівку, Широкине.
У 2021 році закінчив магістратуру за спеціальністю «Соціальна робота», Чернівецького національного університету.
У 2022 році майор Андрій Луканюк очолив аеромобільний батальйон 80-ї окремої десантно-штурмової бригади.
6 Березня 2023 року під час виконання бойового завдання в населеному пункті Часів Яр Бахмутського району Донецької області, загинув внаслідок ворожого артилерійського обстрілу. Похований на Центральному цвинтарі Чернівців 9 березня 2023 року. У героя залишилися дружина та троє дітей.

## Відзнаки та нагороди
- Орден Богдана Хмельницького II ступеня (21 червня 2023), (посмертно) — за особисту мужність, виявлену у захисті державного суверенітету та територіальної цілісності України, самовіддане виконання військового обов'язку[4]
- Орден Богдана Хмельницького III ступеня (1 серпня 2016) — за особисту мужність і високий професіоналізм, виявлені у захисті державного суверенітету та територіальної цілісності України, вірність військовій присязі[5]
- Медаль «За військову службу Україні» (27 червня 2015) — за особисту мужність і високий професіоналізм, виявлені у захисті державного суверенітету та територіальної цілісності України, вірність військовій присязі[6]